# Borland
Borland (Borland Software Corporation, ранее — Borland International, Inc., Inprise Corporation) — компания по производству программного обеспечения, наиболее известна как создатель разработческих инструментов Turbo Pascal и Delphi. В 2009 году поглощена британской компанией Micro Focus; годом ранее активы, связанные со средствами разработки и выделенные в предприятие CodeGear, проданы компании Embarcadero.

## История
Основана в Ирландии тремя датчанами Нильсом Енсеном (Niels Jensen), Оле Хенриксеном (Ole Henriksen) и Могенсом Гладом (Mogens Glad) в августе 1981 года. Основная деятельность в первые годы — разработка программного обеспечения для операционной системы CP/M. 2 мая 1983 года компания преобразована в акционерное общество, название изменилось на Borland International с целью выхода на американский рынок. Персонал компании на территории США на тот момент состоял из вице-президента Спенсера Одзавы (Spencer Ozawa) и президента Филиппа Кана, который постоянно руководил компанией с 1983 до того момента, пока не покинул её в 1995 году. Штаб-квартира была расположена в городе Остин (Техас).
В конце 1980-х Borland предлагала для DOS линейку систем программирования: Turbo C, Turbo Prolog, Turbo Basic, а также резидентную программу-органайзер Sidekick. Наибольшее же распространение среди разработок компании получили такие продукты, как система программирования Turbo Pascal и, позднее, библиотека Turbo Vision, которые эволюционировали до интегрированной среды разработки Delphi.
В начале 1990-х годов компания попыталась выйти на рынок офисных пакетов, разрабатывая электронные таблицы Quattro Pro и текстовый процессор WordPerfect, приобретённый в 1993 году. Но в 1994 году эти программы были проданы Novell, которая, в свою очередь, два года спустя перепродала их Corel.
В 1994 году была выпущена первая версия Delphi. Пакет оказался очень удачным и, по сути, стал флагманским продуктом компании, в котором проходили апробацию все оригинальные технические решения. Помимо создания средств разработки корпорация в разное время работала на рынке СУБД, выпуская Paradox, dBase и InterBase (последние два продукта ранее принадлежали Ashton-Tate).
В 1998 году в компании было принято решение взять курс на корпоративный сектор, это стало причиной смены названия на Inprise (англ. Integration the Enterprise). Однако в ноябре 2000 года компания вернула себе имя Borland Software.
В феврале 2000 года было объявлено о слиянии Inprise и Corel, однако уже в мае это соглашение было разорвано.
В конце 2002 года появились слухи о возможной покупке компании корпорацией Microsoft, однако сделка не состоялась.
В конце 1990-х годов компания ориентировалась на поддержку Java, выпустив интегрированную среду разработки JBuilder и включившись в активную работу с сообществом Java-разработчиков.
В феврале 2006 года корпорация объявила о своих планах полностью переключиться на разработку и поддержку средств управления жизненным циклом приложений (англ. application lifecycle management), в рамках этого плана Borland приобрела компанию-поставщика ALM-решений Segue и анонсировала планы о поиске покупателя на часть бизнеса компании, связанного с созданием средств разработки приложений, включая линейки Borland Developer Studio (Delphi, C++ Builder, C#Builder) и JBuilder. Покупателя не нашлось, поэтому направление интегрированных средств разработки было выделено в коммерчески самостоятельное подразделение CodeGear, а в Интернете даже появился проект по сбору средств на приобретение Delphi с целью сделать его свободным программным обеспечением.
7 мая 2008 года компания Embarcadero Technologies приобрела у Borland её подразделение CodeGear за $23 млн стоимости предприятия и $7 млн дебиторской задолженности.
6 мая 2009 было достигнуто соглашение о продаже Borland Software за $75 млн британской компании Micro Focus, специализирующейся на поддержке корпоративных систем на Коболе, в том же году сделка завершена.

## Продукты
Бывшая линейка продуктов Borland (бо́льшая часть продуктов была куплена компанией Embarcadero Technologies):
- Borland Developer Studio
- C++ Builder
- Delphi (среда разработки)
- JBuilder
- Optimizeit Suite
- ObjectVision
- Interbase
- JDataStore
- Borland Enterprise Studio, для C++, Mobile и Java
- Borland Enterprise Server[англ.]
- Borland Sidekick[англ.]
- StarTeam[англ.]
- TeamSource
- Borland Together[англ.]
- Kylix
- Eureka: The Solver (решение математических систем уравнений)

Линейка ALM-продуктов, перешедшая в Micro Focus: TeamDemand, TeamFocus, TeamAnalytics, Caliber DefineIT, CaliberRM, Together, SilkCentral Test Manager, SilkTest, SilkPerformer, StarTeam.